# Короки, Синдзо
Синдзо Короки (яп. 興梠 慎三 Ко:роки Синдзо:, род. 31 июля 1986, Миядзаки) — японский футболист.

## Карьера
Воспитанник высшей школы Хосё. С 2005 по 2012 годы выступал за клуб «Касима Антлерс», в его составе стал трёхкратным чемпионом Японии и двукратным обладателем Кубка страны. В 2013 году перешёл в «Урава Ред Даймондс», в его составе дважды становился вице-чемпионом.

## Национальная сборная
Дебютировал в национальной сборной Японии 9 октября 2008 года в матче против сборной ОАЭ. С 2008 по 2011 год сыграл за сборную 12 матчей, в большинстве из них выходил на замены. После четырёхлетнего перерыва, в августе 2015 года вызван в национальную команду для участия в чемпионате Восточной Азии, на турнире провёл три игры.

## Статистика за сборную
| Сборная Японии | Сборная Японии | Сборная Японии |
| Год            | Матчи          | Голы           |
| -------------- | -------------- | -------------- |
| 2008           | 2              | 0              |
| 2009           | 8              | 0              |
| 2010           | 1              | 0              |
| 2011           | 1              | 0              |
| 2015           | 4              | 0              |
| Итого          | 16             | 0              |

## Достижения
- Чемпион Джей-лиги: 2007, 2008, 2009
- Кубок Императора: 2007, 2010
- Кубок Джей-лиги: 2011, 2012